# Scalabrini Ortiz
Scalabrini Ortiz – stacja metra w Buenos Aires, na linii D. Znajduje się pomiędzy stacjami Bulnes, a Plaza Italia. Stacja została otwarta 29 grudnia 1938.